# Lepthyphantes kilimandjaricus
Lepthyphantes kilimandjaricus este o specie de păianjeni din genul Lepthyphantes, familia Linyphiidae, descrisă de Tullgren, 1910.
Este endemică în Tanzania. Conform Catalogue of Life specia Lepthyphantes kilimandjaricus nu are subspecii cunoscute.